# Scolopocryptops peregrinator
Scolopocryptops peregrinator är en mångfotingart som först beskrevs av Crabill 1952.  Scolopocryptops peregrinator ingår i släktet Scolopocryptops och familjen Scolopocryptopidae. Inga underarter finns listade i Catalogue of Life.